# La Puissance des ténèbres
Ne pas confondre avec le roman d'Anthony Burgess Les Puissances des ténèbres (1980).
La Puissance des ténèbres (russe : Власть тьмы) est une pièce de théâtre russe de Léon Tolstoï (drame en cinq actes), écrite en 1886 et créée dans sa langue originale en 1895 (création française en 1888). La pièce est interdite par la censure russe jusqu'en 1895.

## Argument
Dans un village russe, Piotr est le riche propriétaire âgé et malade d'une ferme dirigée en fait par son valet Nikita. Ce dernier est amoureux d'Anissia (seconde épouse du fermier) et l'épouse après que celle-ci a empoisonné Piotr. Auparavant, Nikita avait également séduit puis abandonné la jeune Marina ; après son mariage, il courtise la fille du premier mariage de Piotr, Akoulina, puis tue l'enfant né de leur relation... 

## Personnages principaux
- Piotr, un riche propriétaire
- Anissia, seconde épouse de Piotr
- Anioutka, fille de Piotr et Anissia
- Akoulina, file du premier mariage de Piotr
- Nikita, valet de ferme de Piotr
- Akim, père de Nikita
- Matriona, mère de Nikita
- Marina, une orpheline séduite par Nikita
- Mitric, un vieux serviteur

## Fiche technique
- Titre : La Puissance des ténèbres
- Titre original : Власть тьмы
- Auteur : Léon Tolstoï
- Date d'écriture : 1886
- Date de la première représentation en français : 10 février 1888
- Lieu de la première représentation en français : Théâtre des Menus-Plaisirs, Paris (mise en scène d'André Antoine qui interprète Akim)
- Date de la première représentation en langue originale : 16 octobre 1895
- Lieu de la première représentation en langue originale : Théâtre Maly de Saint-Pétersbourg (mise en scène de Karpov), puis le 18 octobre 1895 au Théâtre Alexandra, au bénéfice de Nadejda Vassilieva (Anissia), décors de Chichkov.

## Reprises (sélection)
- 1920 : Arthur Hohl (Nikita), Helen Westley (Matriona), Erskine Sanford (Mitric) (Garrick Theatre, Broadway, New York)
- 1921 : Alfred Penay (Piotr), Nora Sylvère (Anissia), Ludmilla Pitoëff (Anioutka), Madame Rosschina-Insarowa (Akoulina), Georges Pitoëff (Nikita + mise en scène et scénographie), Jean Hort (Akim), Alice Reichen (Matriona), Marie Kalff (Marina) (Théâtre Moncey, Paris)